# 雷明頓蘭德公司
雷明頓蘭德公司（英語：Remington Rand，1927年—1986年）是一家機械與電器製造商，在二戰後也是美國早期的電腦製造商，這家公司最為人熟知的即是它為UNIVAC I電腦的原造廠，而今它已成為優利系統公司的一部份。有段時期「univac」一字幾乎是「computer」的代名詞。此外該公司也生產辦公用設備。

## 歷史
雷明頓蘭德公司過去在1927年購併Remington Typewriter Company公司、Rand Kardex公司以及Powers Accounting Machine公司，到了1995年雷明頓蘭德公司與Sperry公司合併並改稱Sperry Rand公司（之後縮詞成Sperry公司），1986年Sperry公司與巴勒斯公司合併，並改稱優利系統（Unisys）公司。
在1942年—1945年間，雷明頓蘭德公司也是M1911A1手槍的製造商之一，此款手槍供美國陸軍於二次世界大戰期間使用，雷明頓蘭德公司也是戰爭期間各家生產M1911A1手槍的業者中產量最高的一家。
1949年，雷明頓蘭德公司推出雷明頓蘭德 409，這是該公司第一部使用打孔卡當做電腦程式和資料的主要輸入媒介商用電腦，隔年雷明頓蘭德公司買下埃克特-莫奇萊電腦公司（Eckert-Mauchly Computer Corporation，過去研製過知名的ENIAC電腦），並在1951年揭露其第一部UNIAC I電腦（全稱為：UNIVersal Automatic Computer）給美國普查局。
此外，雷明頓蘭德公司也產製電動刮鬍刀，雷明頓品牌的刮鬍刀最初來自雷明頓蘭德公司內的一個部門，並從1937年開始銷售推行。
1979年，Sperry公司出售其部門給Victor Kiam先生，他之後成為新雷明頓產品公司的代言人，根據他所言：「我很喜歡刮鬍器具，所以我買下這家公司。」此話也成為1980年代初期相當令人難忘的廣告詞。
2003年，雷明頓產品公司賣給電池製造商：Rayovac公司，如今Rayovac公司為Spectrum Brands公司。
「雷明頓蘭德大樓」座落在紐約市曼哈頓區公園大道315號，是一棟20層樓高的建築，在1911年此種樓層與高度已稱得上是摩天大樓。
- 1950 年代後期為英國國內市場製造的 Remington “Quiet-Riter”
- 在新加坡舊高等法院大樓法官辦公室的老雷明頓打字機。
- 雷明頓蘭德 KMC 打字機

## 資料來源
1. ↑  . Smithsonian Institution.   [2021-10-22]. （原始内容存档于2021-10-26） （英语）.
2. ↑  The first commercial computer in the world was the BINAC built by the Eckert–Mauchly Computer Corporation and delivered to Northrop Aircraft Company in 1949.
3. ↑  . Cnn.com.   [17 December 2014]. （原始内容存档于2022-03-26）.

## 外部鏈接

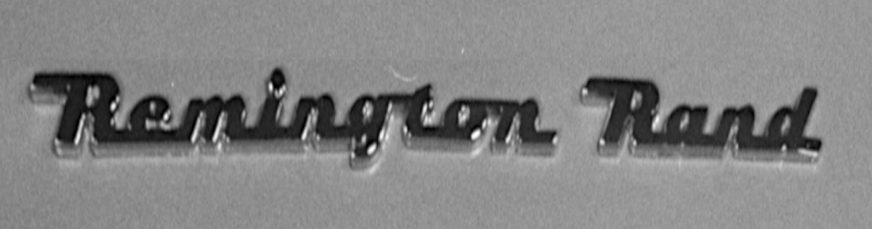
UNIVAC電腦上的雷明頓蘭德公司商標。

- Rowayton Historical Society Web page on Remington Rand operations in Norwalk, Connecticut （页面存档备份，存于）
- Rowayton Historical Society - The first business computer （页面存档备份，存于）